# 테바이 패권
테바이 헤게모니(패권을 뜻함)는 테바이가 기원전 371년 레우크트라 전투에서 스파르타를 상대로 승리를 거두면서 시작되었고, 기원전 362년 만티네이아 전투에서 펠로폰네소스 연합군에 패배할 때까지 지속되었다. 비록 테바이가 그 지위를 유지하기 위해 애를 썼지만, 결국에서는 기원전 346년 부상하는 마케도니아 왕국의 힘에 밀려 잠식당하고 말았다.
테바이가 이렇게 부상할 수 있었던 이유는 기원전 431년부터 404년까지 지속된 펠로폰네소스 전쟁을 통해 아테네의 힘이 붕괴된 것과 스파르타의 인구 감소에 의한 약화를 통해, 그리고 결정타를 먹이지 못한 코린토스 전쟁(기원전 395년 - 386년)과 같은 외적인 요인이 컸다. 내부적으로 테베는 두 가지 한정적인 군사적 이익을 누렸다.
1. 당시 과두정을 담당했던 에파메이논다스와 펠로피다스와 같은 테바이 지도자들의 공격적인 외교 정책을 시행하였고, 어떤 전쟁에서도 승리할 수 있다는 확신을 가지게 되었다.
2. 이 두 지도자들은 테바이 중장보병에 대한 전술적 개선을 이뤄냈다. (더 길어진 창과 창병의 쐐기형 대형의 이용 등) 그리고 그러한 것들은 적들에게 알려지지 않은 것들이었다.

## 같이 보기
- 보이오티아 전쟁
- 테바이 신성대
- 스파르타 패권

## 참고자료
- John Buckler, The Theban Hegemony 371-362, 1980.